# ナタリー・デュトワ
ナタリー・デュトワ（Natalie du Toit、1984年1月29日 - ）は、南アフリカのケープタウン出身の女子競泳選手。

## 人物
片足を失っておりコモンウェルスゲームズやパラリンピックで多くのメダルを獲得したことで知られている。手足を失った人で初めてオリンピックに出場した選手であり、2008年北京オリンピックの女子競泳オープンウォーターで24人の出場者の中16位となった。ケープタウンの高校卒業後はケープタウン大学に入学し、遺伝学と生理学を専門に学んだ。2004年には南アフリカ放送協会よる100人の偉大な南アフリカ人のうちの一人に投票で48位に選ばれた。

## 経歴
南アフリカのケープタウンに生まれ、14歳のころより国際的な大会に出場しており、クアラルンプールで開催された1998年コモンウェルスゲームズへと出場した。しかし2001年2月に学校の水泳の練習の後にスクーターに乗っていたところ車との交通事故にあい、左足をひざ下から切断することを余儀なくされた。3か月後、彼女は未だに歩けるようになっていないにもかかわらず、プールへと向かい、2002年コモンウェルスゲームズへの出場を目指し練習を始めた。その後目標としていた2002年のコモンウェルスゲームズに出場、50mと100mの障害部門おいて世界記録を樹立し優勝した。また800mにおいては健常者と共に出場し、片足を失っているにもかかわらず予選を突破した。大会終了後はその活躍からディヴィッド・ディクソン賞が授与された。
2003年にはナイジェリアのアブジャで開催されたアフリカ競技大会では健全者の中800m自由形で優勝を果たし、アフロ・アジア大会でも800m自由形で2位、400m自由形で3位となっている。2004年のアテネオリンピックはわずかな差で出場を逃したものの、同じくアテネで開催されたパラリンピックでは5枚の金メダルと1枚の銀メダルを獲得する活躍を見せ、同年のローレウス世界スポーツ賞の年間最優秀障害者選手にノミネートされた。
メルボルンでの2006年コモンウェルスゲームズでは前回と同じく50mと100mの障害部門において優勝し2連覇を果たした。また、同年は国際パラリンピック委員会が開催する世界選手権で6枚の金メダルを手に入れた。
2008年にはスペインのセビリアで開催されたFINA世界オープンウォーター選手権に出場し北京オリンピックのその年より競技採用されたオープンウォーター競技の出場資格を手に入れた。この大会では1位との差はわずか5秒しかなかったが、北京オリンピックでは1分22秒差の16位でのゴールとなった。また同年の北京パラリンピックにも参加し、5枚の金メダルを手に入れている。また北京オリンピックと北京パラリンピックの両方の開会式では旗手を務めた。